# Dominique Mérigard
Dominique Mérigard, né le 28 juillet 1964 à Châtellerault, est un photographe, graphiste et écrivain français.

## Biographie
Dominique Mérigard est né le 28 juillet 1964. Photographe, directeur artistique et graphiste professionnel il passe sa jeunesse dans le sud de la Touraine. Il apprend les rudiments de la photographie lors de ses études à l’École Supérieure des Arts et Industries graphiques Estienne à Paris.
Il est ensuite graphiste et photographe à l’ambassade de France à Tunis en 1987-89 lorsqu’il réalise sa première série photographique « Hammam Halfaouine » qui donnera lieu à plusieurs expositions et des publications. Il rencontre le photographe Bernard Plossu qui devient son ami et lui fait rencontrer Claude Nori et Gilles Mora. Il travaille pour les éditions Contrejour et les Cahiers de la Photographie de 1989 à 1995, il fonde sa société de graphisme Intensité en 1994.
En 1994, il effectue une Mission Résidence à l'Université Royale des Beaux-Arts de Phnom Penh au Cambodge. Il a, entre autres comme étudiants le peintre Chim Sothy, le photographe Mak Rémissa ou l'artiste et professeur à la Royal University for Fine Arts, Chan Vitharin. C'est lors de ce séjour qu'il réalise les photographies de la série Témoin S-21, face au génocide des Cambodgiens. Cette série donne lieu à de nombreuses expositions et projections, notamment durant le Mois de la photo à Paris en 2004, au festival Noorderlicht Photography aux Pays-Bas en 2006, à la Langhans Gallery à Prague en Tchéquie en 2007 ou au Musée de la Résistance et de la Déportation, Maison des Droits de l'Homme de l'Isère à Grenoble de novembre 2008 à avril 2009.
Le travail photographique de Dominique Mérigard sur S-21 est détaillé dans le châpitre Tuol Sleng’s Photographic Portraits du livre Tuol Sleng Genocide Museum, A Multifaceted History of Khmer Rouge Crimes de Anne-Laure Porée et Stéphanie Benzaquen-Gautier chez Brill éditeur en 2024. https://brill.com/display/book/9789004536890/BP000026.xml?rskey=ZMUEur&result=1
En tant que graphiste, il travaille avec des maisons d'éditions comme Contrejour, Arnaud Bizalion, Filigranes ou avec des musées et galeries. Il réalise des livres de photographies avec des auteurs comme Bernard Plossu, André Kertész, David Seymour (Chim), Jean-François Bauret, Willy Rizzo, Christine Delory-Momberger, etc. et des sites de photographes comme Denis Roche, Bruno Réquillart ou le peintre Ferit Iscan, etc.
Il publie également plusieurs livres en tant qu'éditeur comme le premier livre du photographe plasticien Xavier Lucchesi en 1995 ou le catalogue de l'exposition de Blanche Hoschedé-Monet au Musée de Vernon en 2017.
En tant que photographe, il réalise des séries photographiques qui donnent lieu à de nombreuses expositions et publications en France et à l'étranger.
Il est l’auteur de plusieurs livres de photographies et textes ainsi que d’un roman autobiographique Le Dernier Homme qui donne lieu à des articles et critiques notamment sur Babelio.

### Monographies
- Dominique Mérigard, Le Dernier Homme, Texte et photographies, Paris, Éditions La grange batelière, 2025, 176 p  (ISBN 979-10-97127-48-0) https://www.editionslagrangebateliere.fr/
- Dominique Mérigard, Les Hors-champs de l’Histoire (Leg d’Algérie 3), Texte et photographies, préface de Christian Gattinoni, Paris, Éditions Area, 2023, 64 p  (ISBN 978-2-35276-1587)[4],[5],[6]
- Dominique Mérigard, Prémisses Texte et photographies, préface de Gabriel Bauret, Paris, Éditions Filigranes, 2013, 96 p 70 photographies en couleur  (ISBN 978-2-35046-257-8)[7],[8]
- Dominique Mérigard, Témoin S-21, face au génocide des Cambodgiens Texte et photographies, préface de Bernard Plossu, Paris, Éditions Le bec en l’air, 2008, 64 p photographies en noir et blanc  (ISBN 978-2-916073-42-2)
- Dominique Mérigard, Douro, journal des éléments, Photographies, préface de Nuno Júdice, Paris, Éditions Filigranes, 2002, 56 p 39 photographies en noir et blanc  (ISBN 978-2-914381-44-4)